# Callipepla californica
La quaglia della California o colino della California (Callipepla californica (Shaw, 1798))  è un uccello della famiglia Odontophoridae, originario degli Stati Uniti occidentali. Il suo parente più prossimo è la quaglia di Gambel che ha una distribuzione più meridionale, il ciuffo più lungo (6,4 cm), la testa di un rosso mattone più acceso (maschio) e una parte ventrale priva di piume simili a squame ma con invece una grossa macchia nera (maschio). Le due specie si separarono circa 1-2 milioni di anni fa, tra la fine Pliocene e l'inizio del Pleistocene. Essendosi separate da un tempo relativamente breve, queste due specie sono ancora interfertili, e talvolta producono ibridi anche in natura. Dal 1932 la quaglia californiana è l'uccello di stato della California.

## Tassonomia
Sono note 5 sottospecie:
- Callipepla californica californica (Shaw, 1798)
- Callipepla californica brunnescens (Ridgway, 1884)
- Callipepla californica canfieldae (van Rossem, 1939)
- Callipepla californica catalinensis (Grinnell, 1906)
- Callipepla californica achrustera (Peters, JL, 1923)

## Descrizione
Quaglia di taglia media, il maschio misura 260–270 mm, mentre la femmina, leggermente più corta, misura 241–266 mm. La sola coda è lunga 78–89 mm. L’apertura alare è di circa 35 cm. Non è presente una significativa differenza di massa corporea tra i due sessi, attestandosi tra i 140 e i 230 grammi. Inoltre la massa di ogni esemplare varia nel corso dell’anno. I maschi tra l’inizio e la fine del periodo riproduttivo perdono almeno il 10% della massa corporea, le femmine raggiungono il picco di peso durante la deposizione e poi perdono almeno il 20% del loro peso durante la cova.

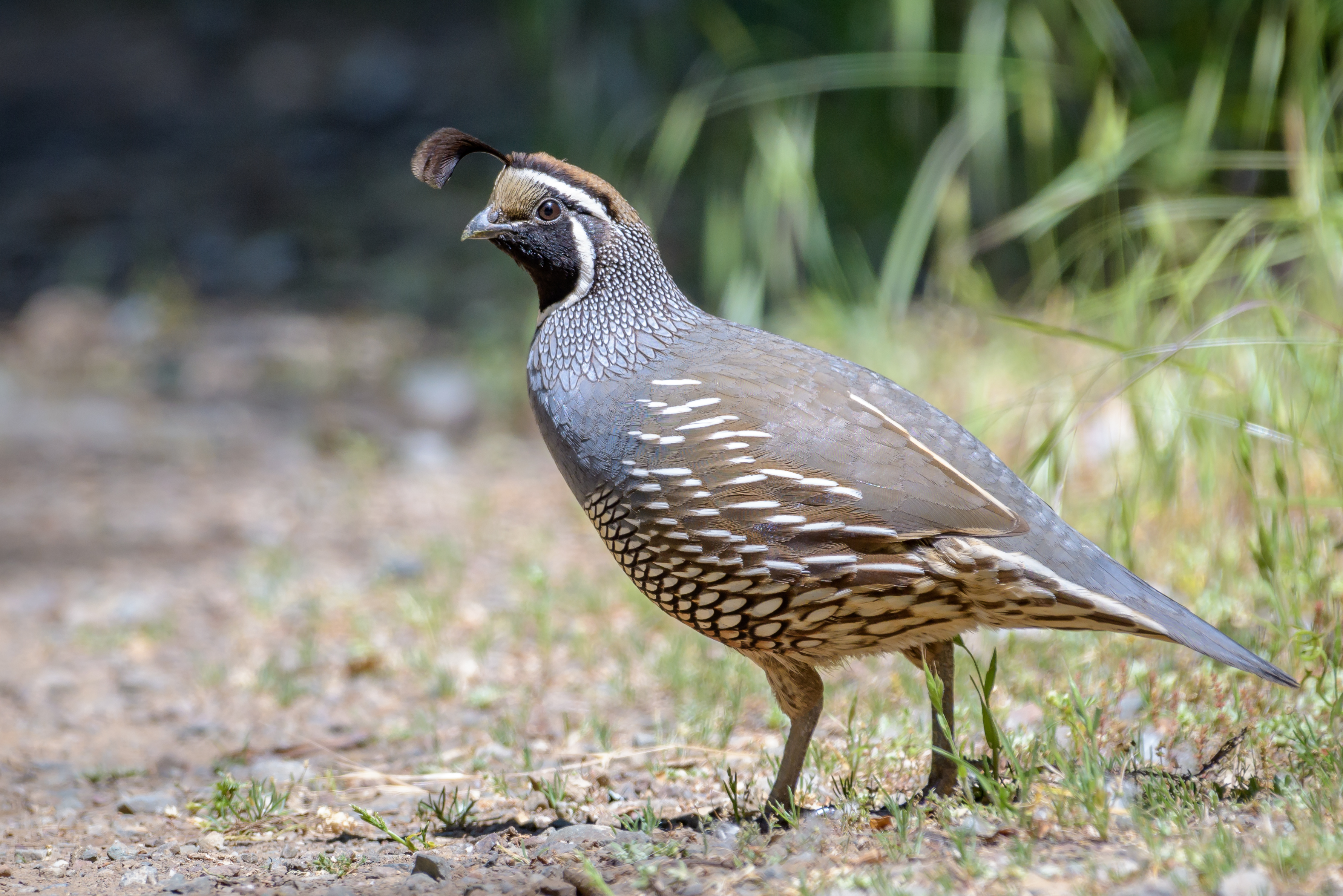
Un maschio adulto

I due sessi presentano un evidente dimorfismo sessuale. Il maschio adulto presenta la gola nera contornata da una striscia bianca che va da un occhio all’altro, mentre un’altra striscia bianca è posizionata a mo’ di corona sulla fronte, andando da un canale uditivo all’altro. Le due strisce bianche non si incontrano. Sulla fronte, tra la striscia bianca e il becco nero, c’è un’area di piume giallo-beige che riempie lo spazio frontale tra gli occhi. La testa è marrone, e sulla fronte, poco sopra la striscia bianca, si erge un caratteristico ciuffo mobile costituito da sei piume nere a forma di goccia rovesciata. Il ciuffo è lungo 28–38 mm. La parte posteriore del collo è costituita da tante minuscole piume che assieme danno l’aspetto di una fitta squamatura grigiastra. La parte alta del petto è grigio-bluastra, così come il dorso e le timoniere. La parte bassa del petto è invece costituita da piume con un aspetto simile a delle squame contornate di marrone-nero. Queste piume formano una grossa macchia sul petto e hanno un colore che vira dal giallo-beige, all’esterno della macchia, al rossiccio, al centro della stessa. I fianchi presentano piume marroni lunghe e strette con una striatura bianca al centro disposta in direzione testa-coda. Le copritrici alari sono invece color marrone e la parte rivolta verso il dorso presenta un contorno beige scuro. Timoniere e remiganti sono di un grigio-bluastro molto scuro e inferiormente alla coda ci sono delle lunghe piume copritrici beige con striature longitudinali.

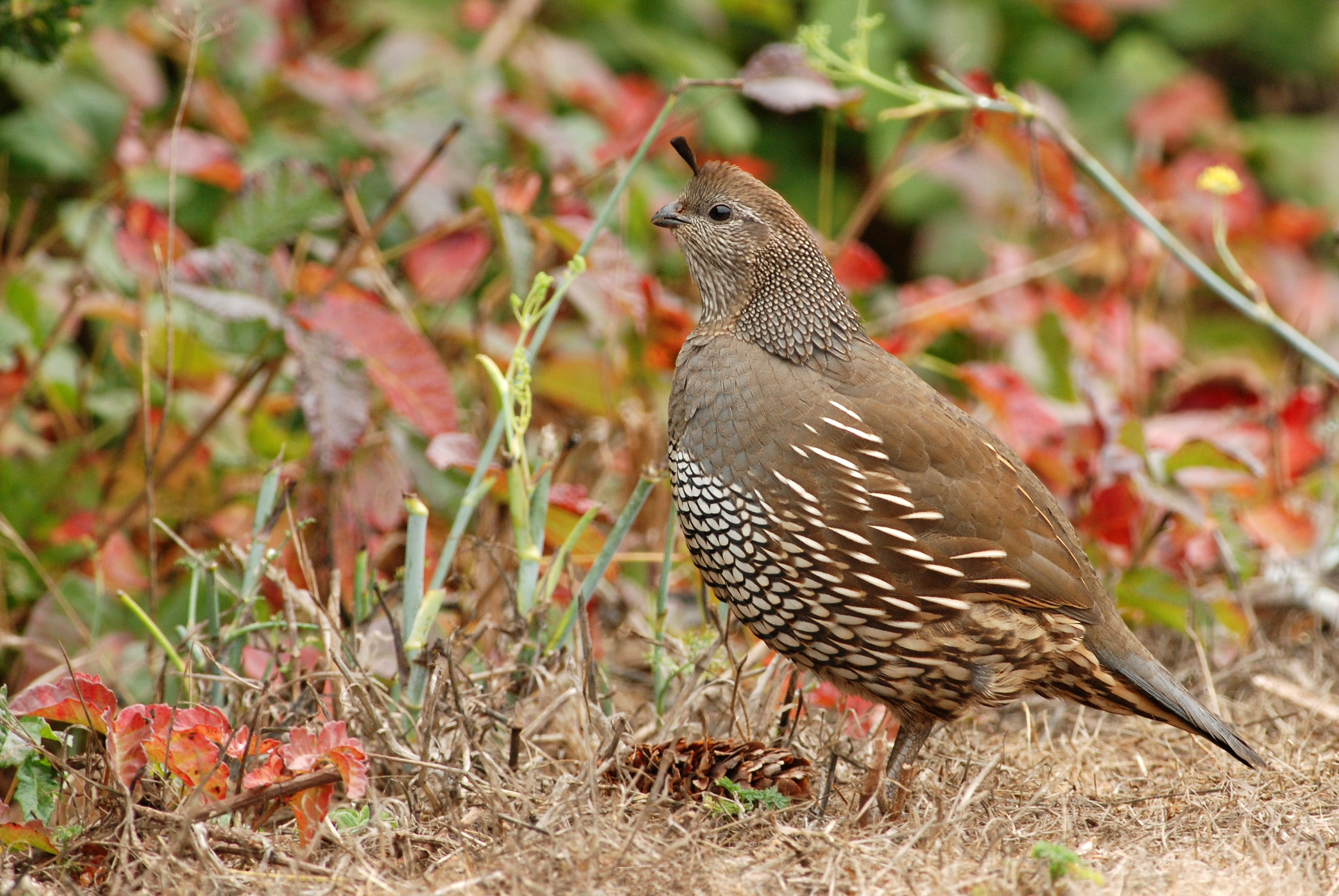
Una femmina adulta

La femmina invece è prevalentemente marroncina, con una testa senza striature bianche e con una gola beige. Il becco è marroncino, e il ciuffo è più corto (13–18 mm) e senza la tipica forma a goccia del maschio. Presente la squamatura sulla parte posteriore del collo e sul petto, ma senza la macchia centrale rossiccia del maschio. Presenti le striature chiare sui fianchi. Le copritrici alari sono sempre color marrone, e la parte rivolta verso il dorso presenta un contorno beige scuro. Anche la femmina ha remiganti e timoniere color grigio-bluastro scuro e le copritrici subcaudali beige con striature longitudinali.
L’iride è marrone scuro in entrambi i sessi e le zampe, dotate di quattro dita, sono grigio scuro negli esemplari adulti e marrone-beige negli esemplari giovani. I giovani sono marroncini e con un piumaggio maculato criptico, per nascondersi più facilmente alla vista dei predatori.
Le quaglie californiane hanno 10 remiganti primarie, 12 remiganti secondarie, e 12-14 timoniere. Le ali sono corte e arrotondate, inadatte a voli prolungati, ma adatte a decolli esplosivi e voli brevi. La coda è spesso tenuta con le timoniere sovrapposte, cosa che conferisce una forma appuntita.

## Biologia
La quaglie della California, escluso il periodo che va dalla formazione delle coppie alla schiusa delle uova, sono uccelli gregari e che si muovono in gruppi che possono contare anche diverse decine di individui. In questi gruppi gli uccelli restano in continuo contatto sonoro emettendo dei richiami specifici. Quando il gruppo foraggia, uno dei maschi solitamente raggiunge un punto elevato come un albero o un palo per fare da vedetta, per avvertire il gruppo in caso di pericolo, come ad esempio l’avvicinarsi di un predatore. In caso di pericolo improvviso, questi uccelli prendono il volo in modo esplosivo e spesso in tutte le direzioni, per confondere il predatore, atterrando dopo al massimo qualche centinaio di metri in un luogo riparato, come ad esempio tra le fronde di un cespuglio o di un albero. Le quaglie californiane sono uccelli che preferiscono camminare e/o correre piuttosto che volare, e gli unici casi in cui volano regolarmente sono per raggiungere i rami degli alberi per dormire la notte, per raggiungere punti elevati per fare da vedetta, e per superare ostacoli fisici come canyon, fiumi, o muri. Sono uccelli molto stanziali, e la distanza massima verificata dal luogo di nascita è di soli 27 km. Sono uccelli che spesso si spingono anche in zone urbanizzate, nonostante non si lascino avvicinare dagli esseri umani. Come molti altri galliformi, anche le quaglie californiane mantengono lucido e funzionale il loro piumaggio facendo i cosiddetti bagni di sabbia, una delle loro attività sociali più frequenti.
La quaglia californiana utilizza molte vocalizzazioni differenti a seconda della situazione. Sono stati identificati almeno 17 richiami differenti (anche se forse sono più di 20), ma il più noto e iconico è il tipico richiamo a lungo raggio “ci-ca-go”, emesso da entrambi i sessi.

### Alimentazione
Gli adulti si nutrono di frutta, semi, foglie e fiori da erbe, erbe aromatiche, arbusti e alberi. Consumano anche insetti e le loro uova, ma questi rappresentano una piccola parte della loro dieta. I pulcini di età inferiore a 3 settimane consumano invece molto materiale di origine animale, perché hanno maggior necessità di proteine per lo sviluppo. Entro 13-16 settimane, la dieta dei giovani è la stessa di quella degli adulti. Le quaglie californiane si nutrono principalmente a terra, ma talvolta volano su alberi e arbusti per raggiungere le bacche e i fiori. Al di fuori della stagione riproduttiva questi uccelli si nutrono due volte al giorno, per circa un’ora subito dopo l’alba e per 20-30 minuti prima del tramonto. In natura gli adulti assumono in media 8,1 grammi di cibo al giorno (considerato secco). Nonostante tollerino bene il caldo, nelle zone e nei periodi più caldi questi uccelli devono poter avere accesso quotidiano ad una fonte d’acqua per reidratarsi.
Questa specie ha dimostrato una buona capacità di sfruttare nuove fonti di cibo in habitat diversi da quelli d’origine, cosa che ha senza dubbio facilitato la sua introduzione in aree geografiche molto diverse.

### Riproduzione

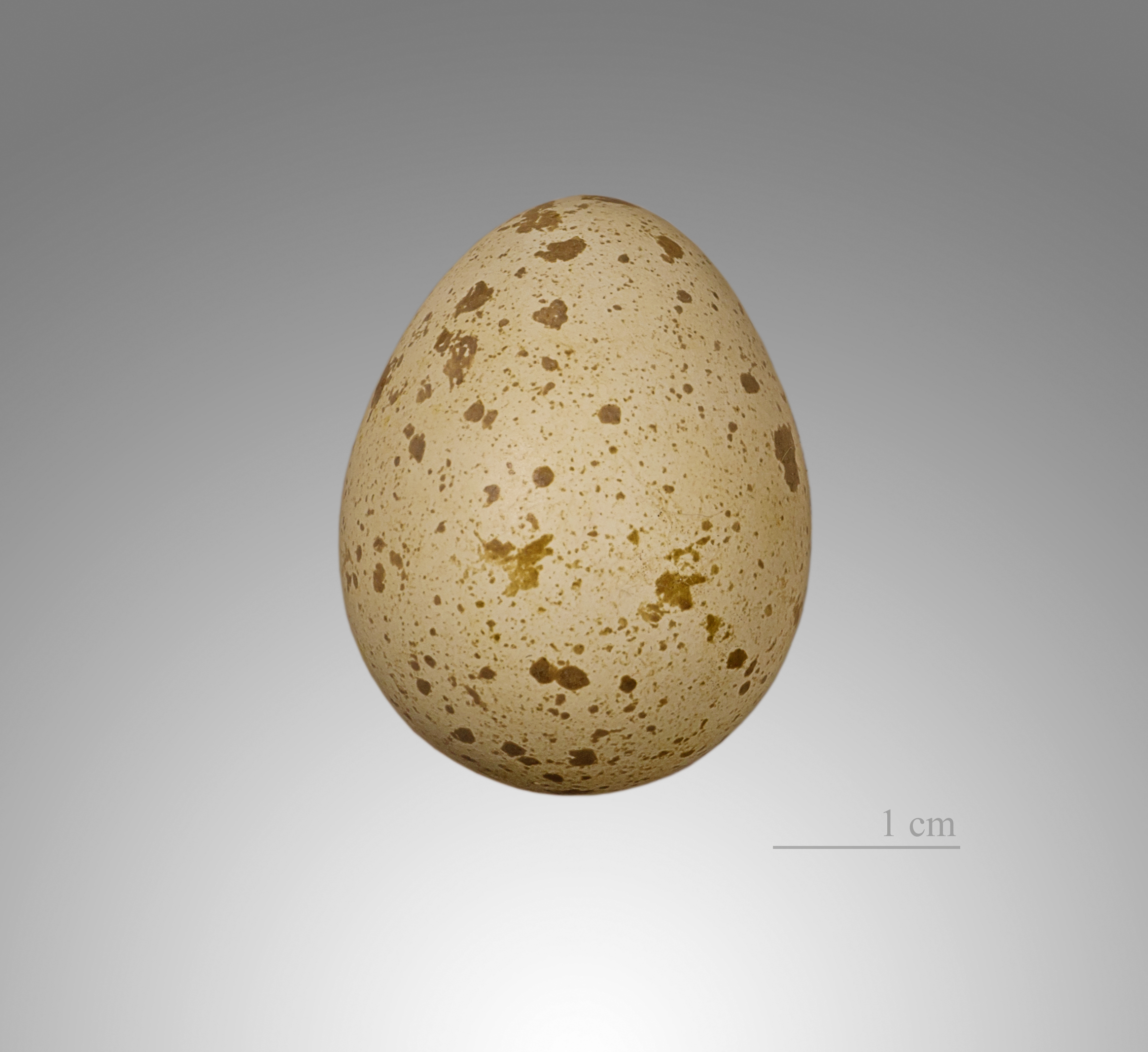
Un uovo di quaglia della California

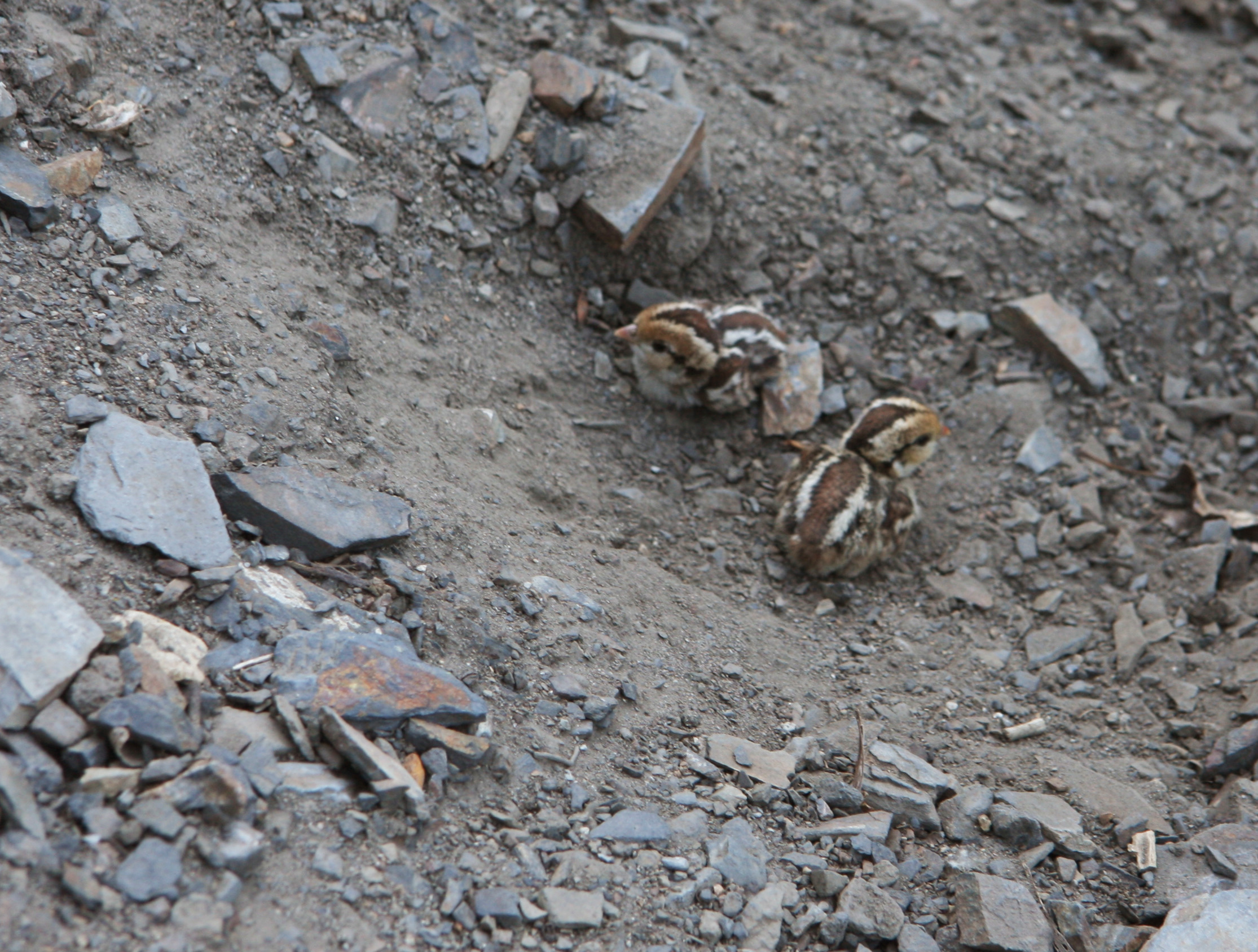
Due pulcini

La stagione riproduttiva inizia da inizio primavera, periodo in cui i gruppi iniziano a dissolversi e le coppie a disperdersi per poter nidificare in un luogo tranquillo. È una specie monogama per la singola nidificazione, dopodiché le coppie normalmente si sciolgono. Il nido è quasi sempre una semplice depressione nel terreno foderata con erba secca. Dopo l'accoppiamento la femmina depone 8-16 uova bianco-beige maculate di marrone. Mediamente un uovo pesa circa 9 grammi alla deposizione. Talvolta in un singolo nido è possibile trovare fino a 26 uova, e questo è dovuto al fatto che alcune femmine depongono anche nei nidi altrui. La cova, compito esclusivo della femmina, inizia dopo la deposizione dell'ultimo uovo, e dura 22 giorni. Il maschio veglia sul nido e sulla femmina da lontano, fungendo da sentinella. Alla schiusa i pulcini, precoci, sono coperti da un folto piumino con striature color giallo oro-nero-marrone, e già dopo poche ore abbandonano il nido per seguire i genitori. A due giorni di vita pesano mediamente 6,1 grammi. Se la femmina dovesse accidentalmente morire, il maschio prende il suo posto nella cova e nello svezzamento della prole. 

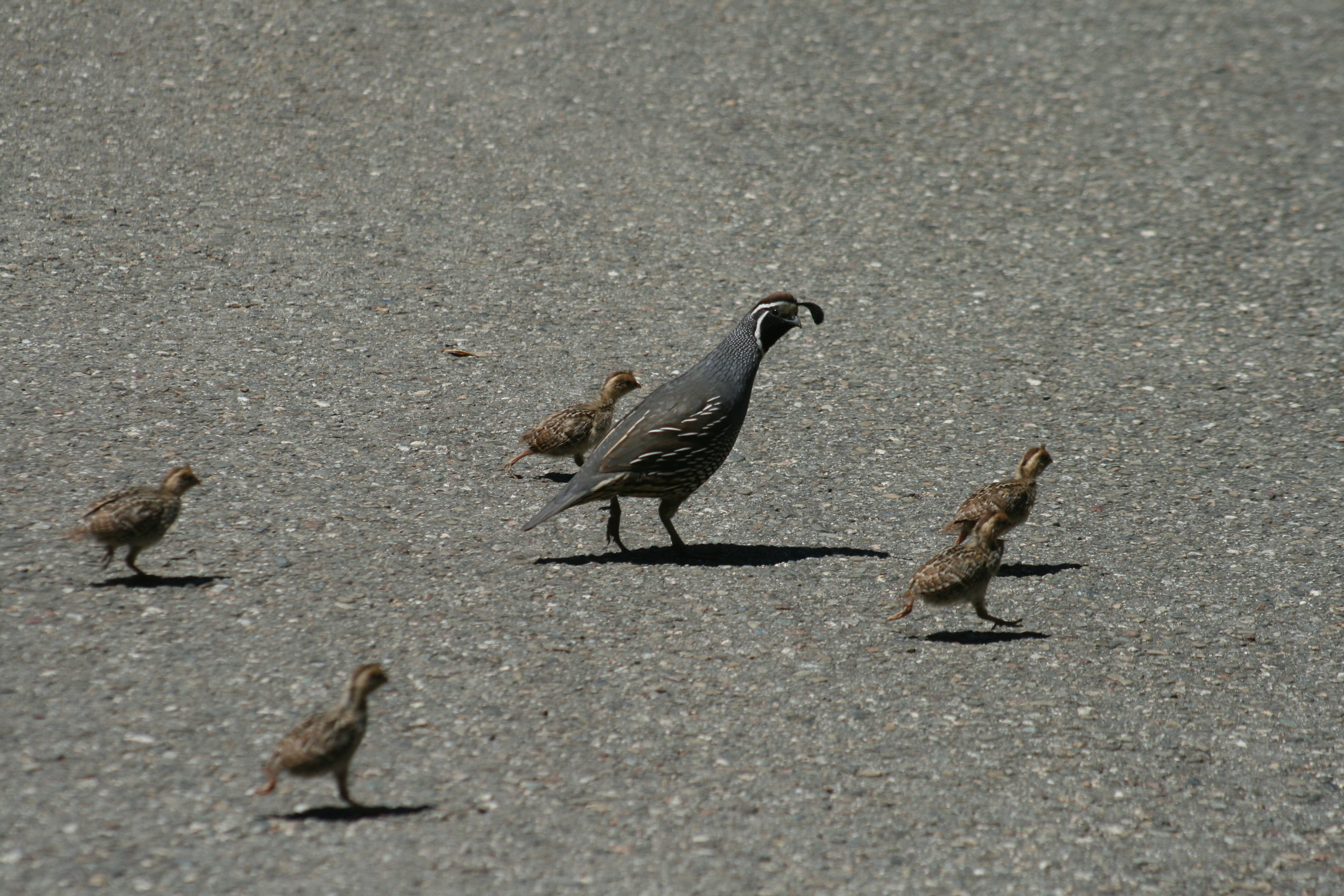
Un maschio con dei pulcini al seguito

Una volta abbandonato il nido, pulcini e genitori si riuniscono alle altre coppie con pulcini, formando dei grandi gruppi in cui tutti gli adulti curano tutti i pulcini. I pulcini si alimentano da soli fin da subito, sotto la guida dei genitori, e vengono tenuti al caldo da questi ultimi, progressivamente con sempre minor frequenza, per circa 2 settimane, dopodiché sono termoindipendenti. Le remiganti sono le prime penne a spuntare, e già a due settimane possono fare i primi voli. Tra le 5 e le 6 settimane, da un'osservazione ravvicinata, è possibile iniziare a distinguere i maschi dalle femmine, principalmente grazie al disegno facciale dei maschi che inizia a intravedersi. A circa 100 giorni di vita i giovani hanno raggiunto la massa degli adulti, mentre il loro piumaggio criptico giovanile viene progressivamente sostituito con il piumaggio definitivo, e tra i 4 e 5 mesi hanno raggiunto l'aspetto degli adulti. La maturità sessuale viene raggiunta a 9-10 mesi di età, e si possono riprodurre la primavera successiva.

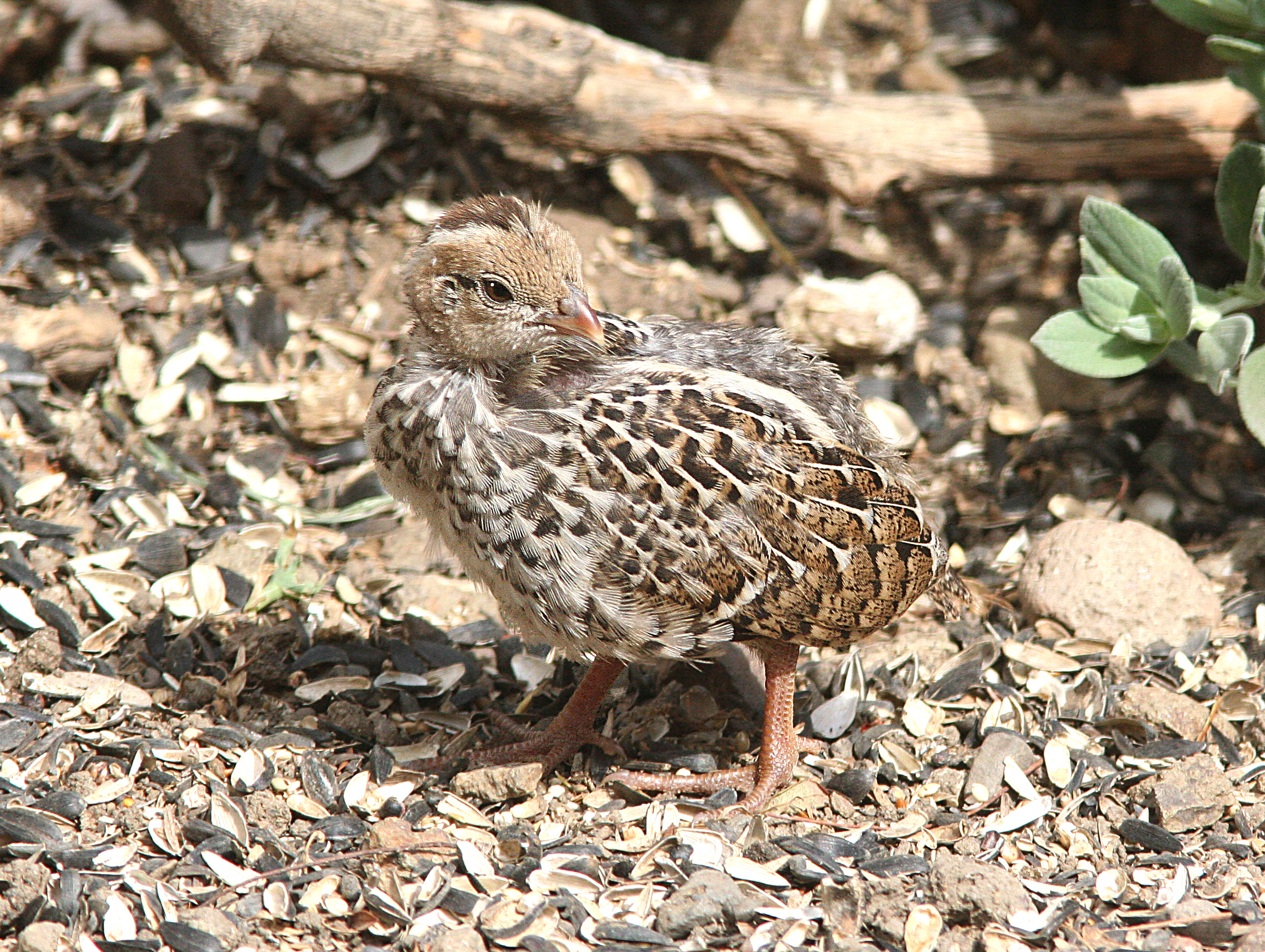
Un giovane in piumaggio criptico

## Distribuzione e habitat

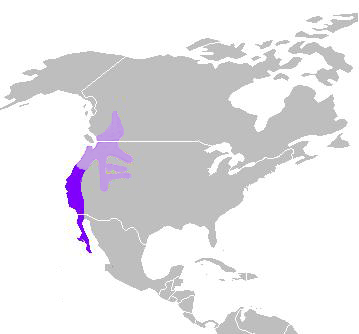
Distribuzione di C. californica in viola

L'areale della quaglia della California si estendeva originariamente dalla Bassa California fino alle contee meridionali dell'Oregon e a una piccola area del Nevada occidentale. Oggi vive negli stati della costa pacifica ed è stata introdotta con successo negli stati statunitensi del Nevada del nord, Nuovo Messico, Hawaii, Utah; nella provincia canadese della Columbia Britannica e poi anche in Nuova Zelanda, Cile e Argentina. Inoltre delle piccole popolazioni sono state introdotte in Corsica e alle Isole Egadi, in Sicilia.
La quaglia della California predilige vivere in boschi aperti, colline cespugliose e valli con ruscelli. Questa specie non disdegna nemmeno le aree coltivate e le zone rurali.

## Galleria d'immagini

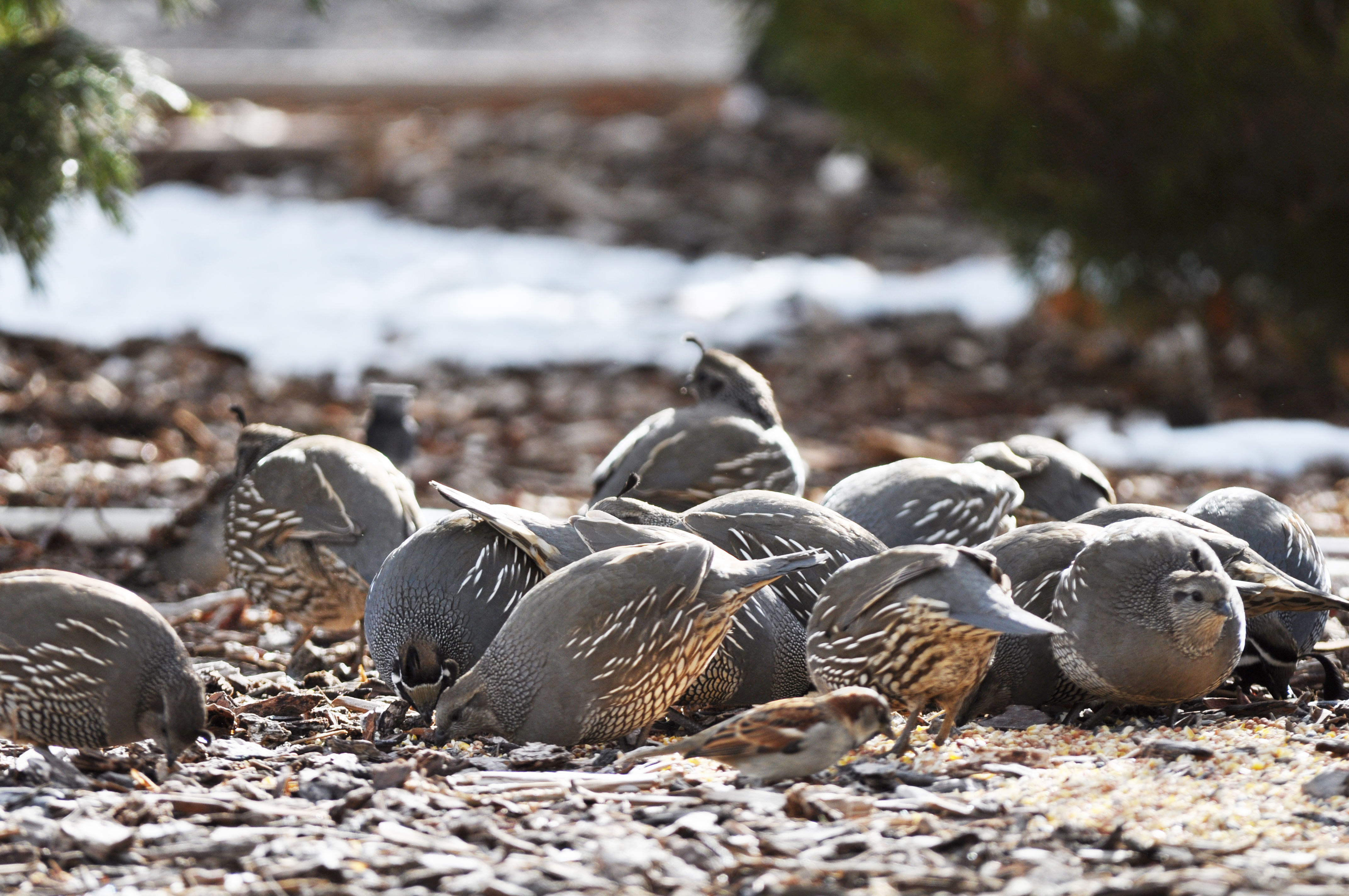
Un gruppo intento a foraggiare
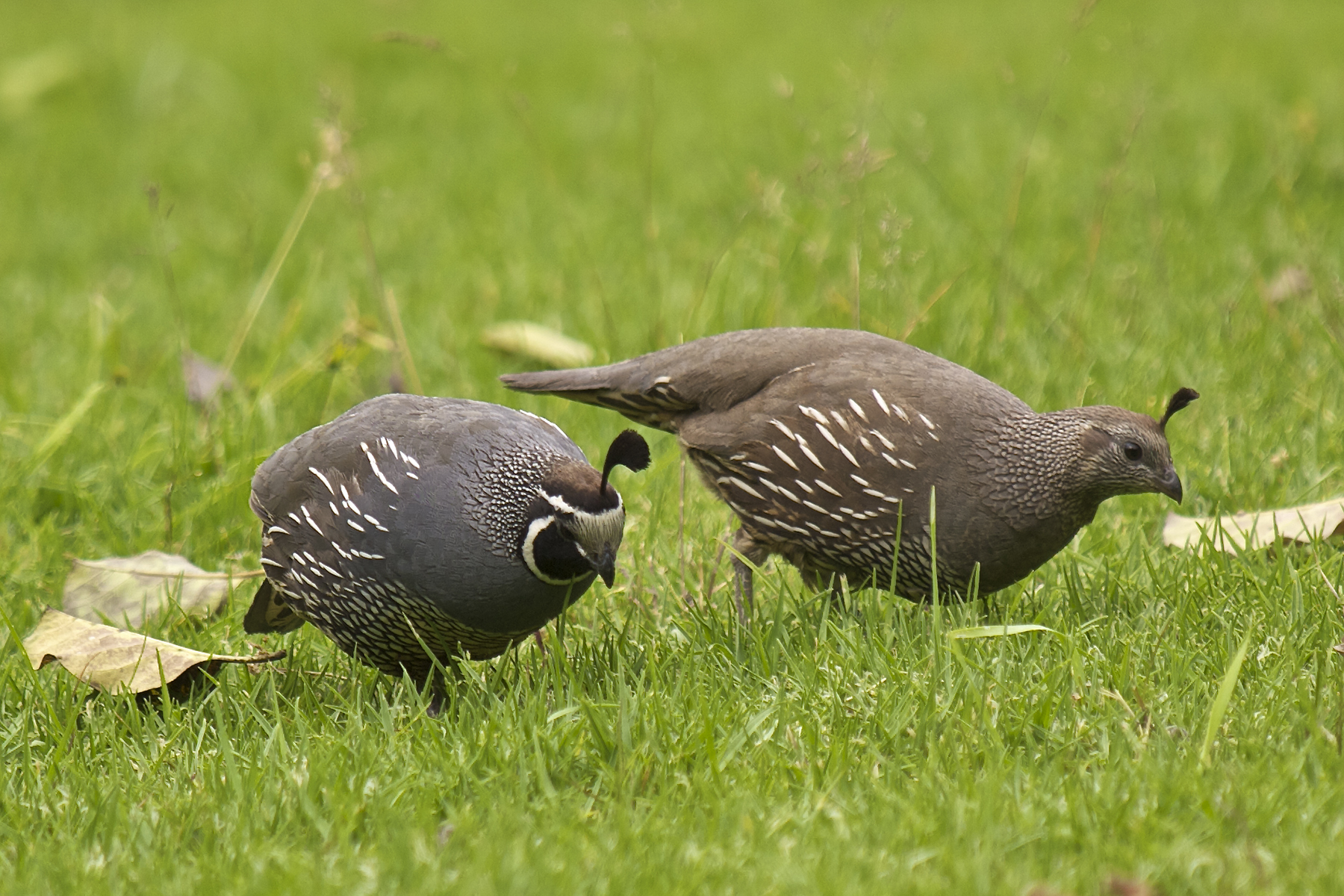
Una coppia in Nuova Zelanda
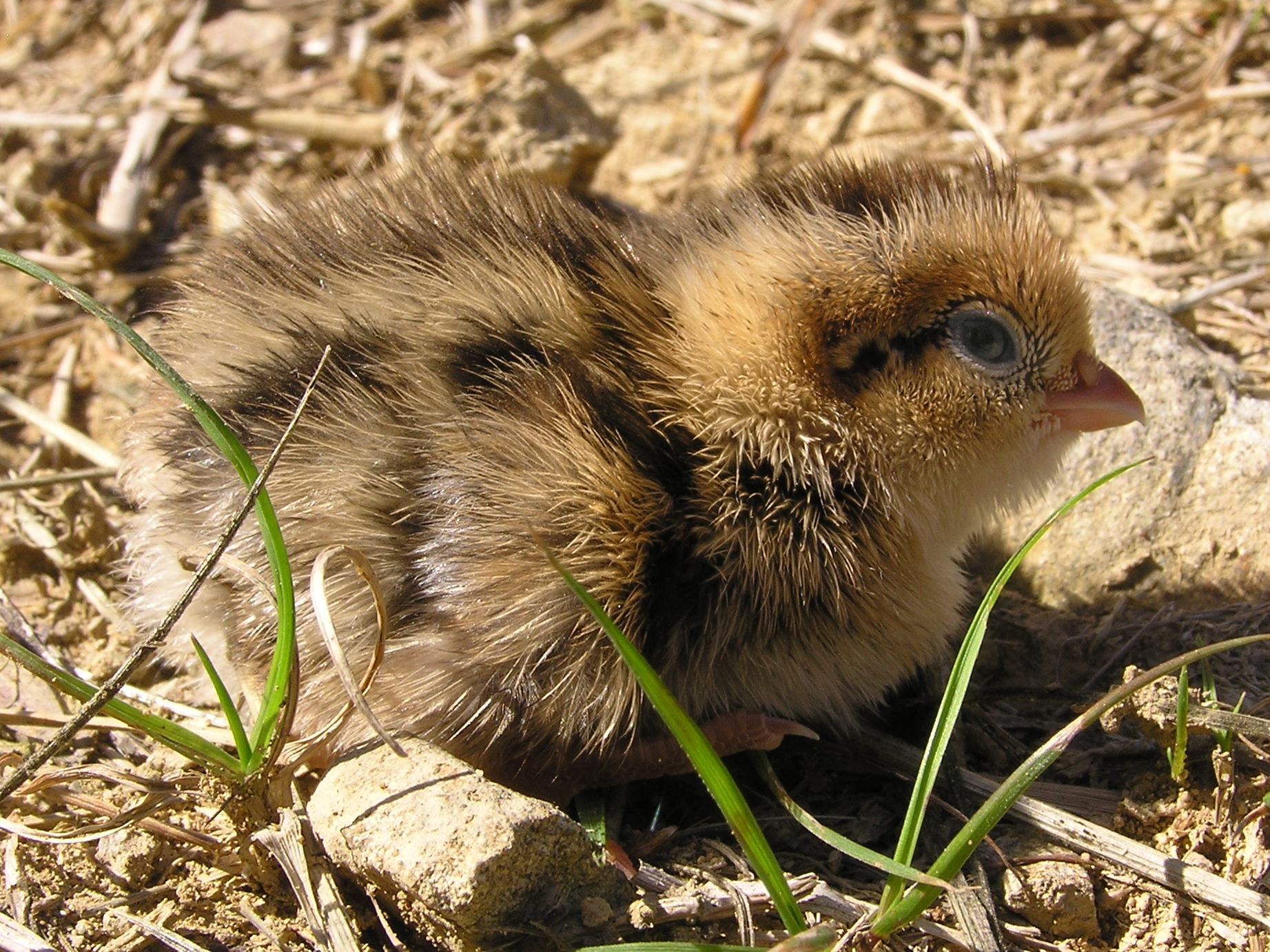
Un pulcino
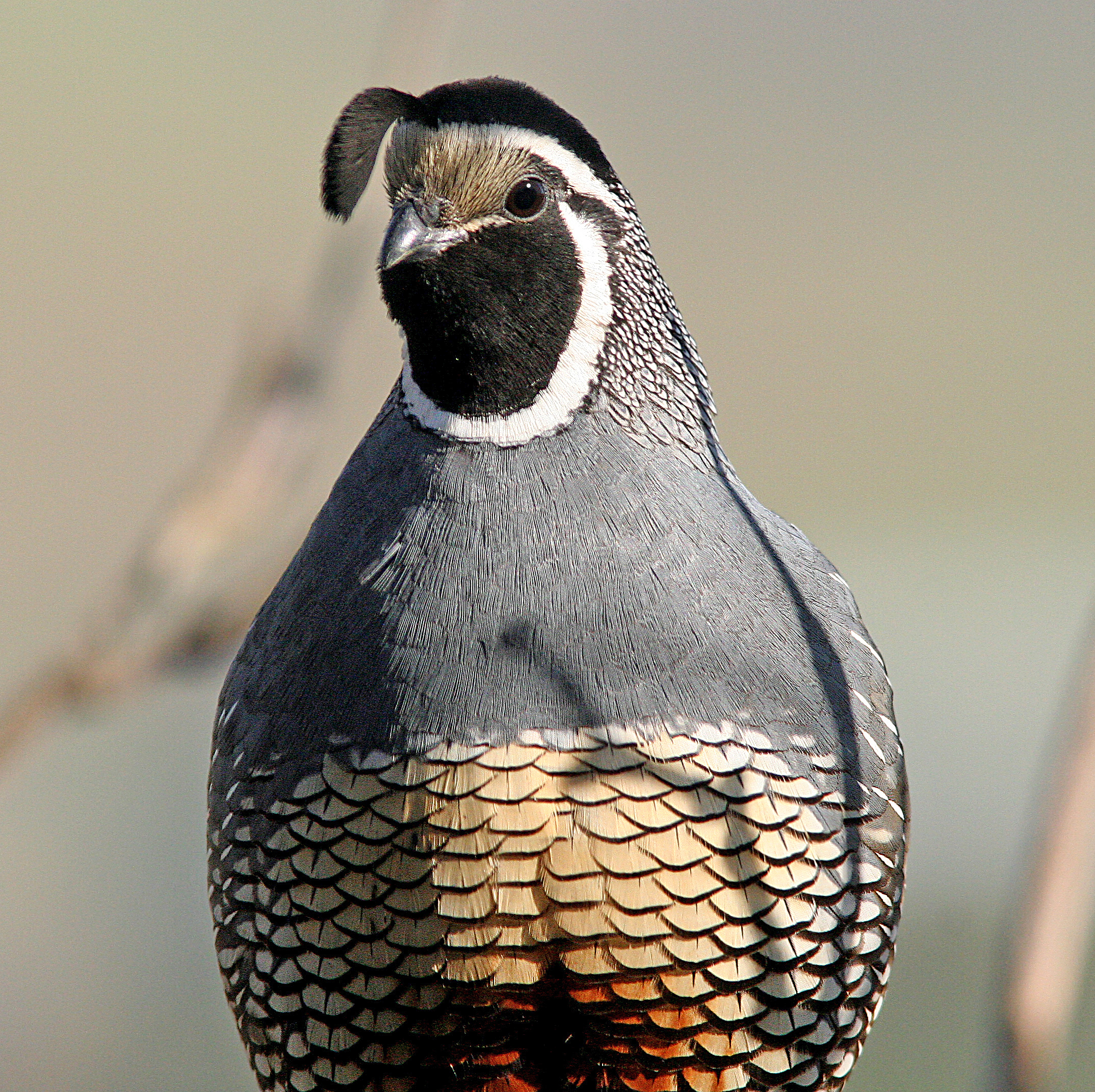
Un maschio
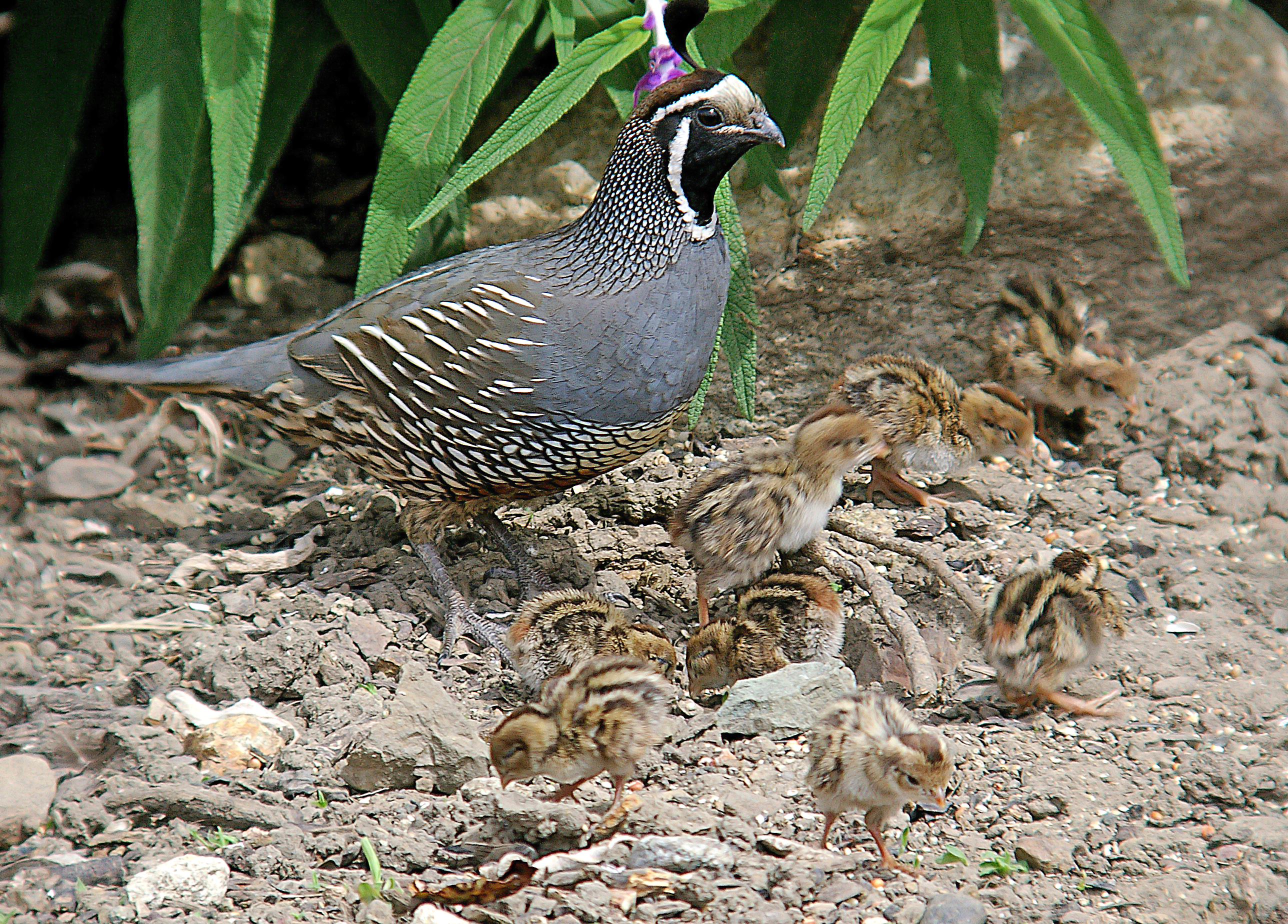
Un maschio con diversi pulcini
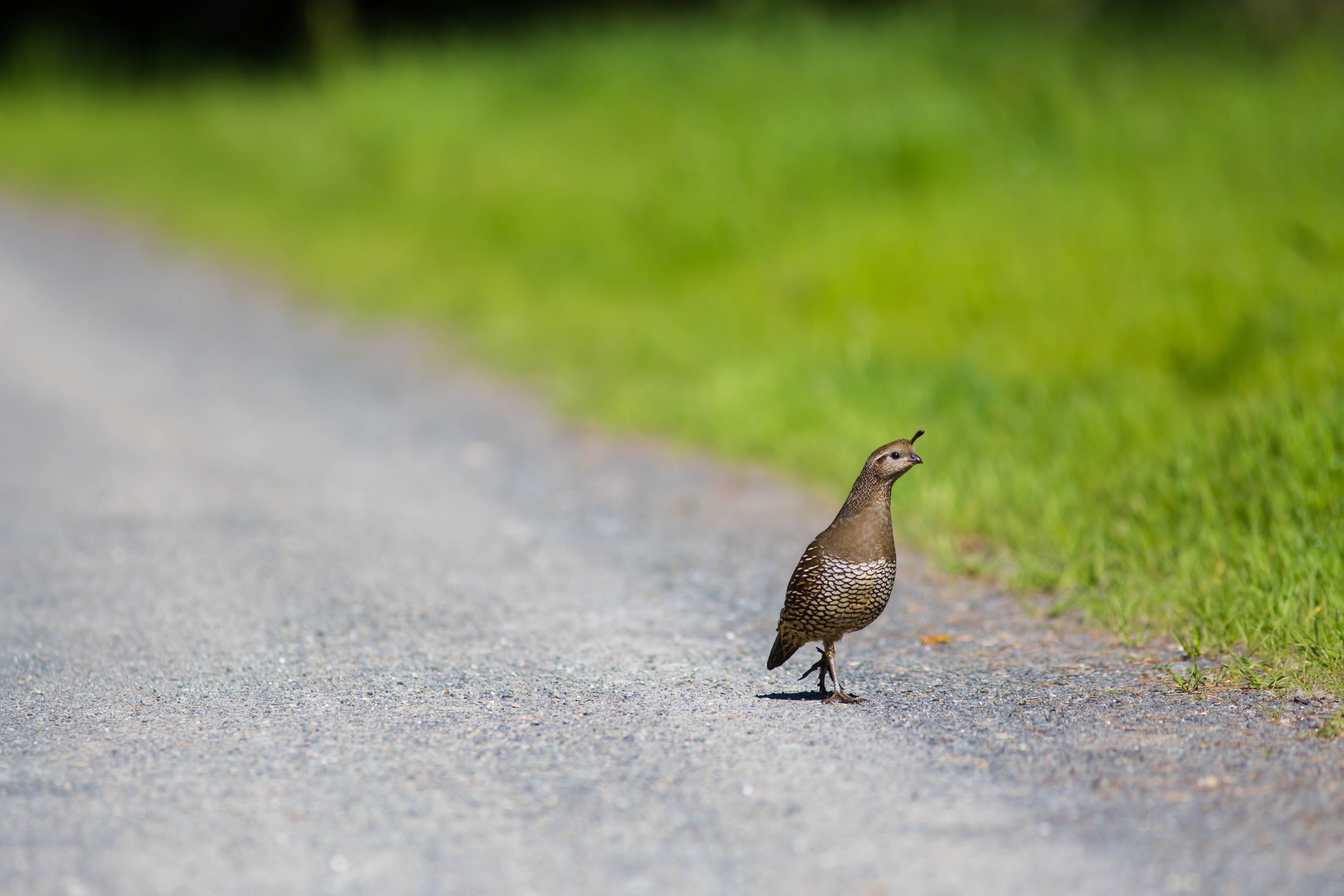
Una femmina
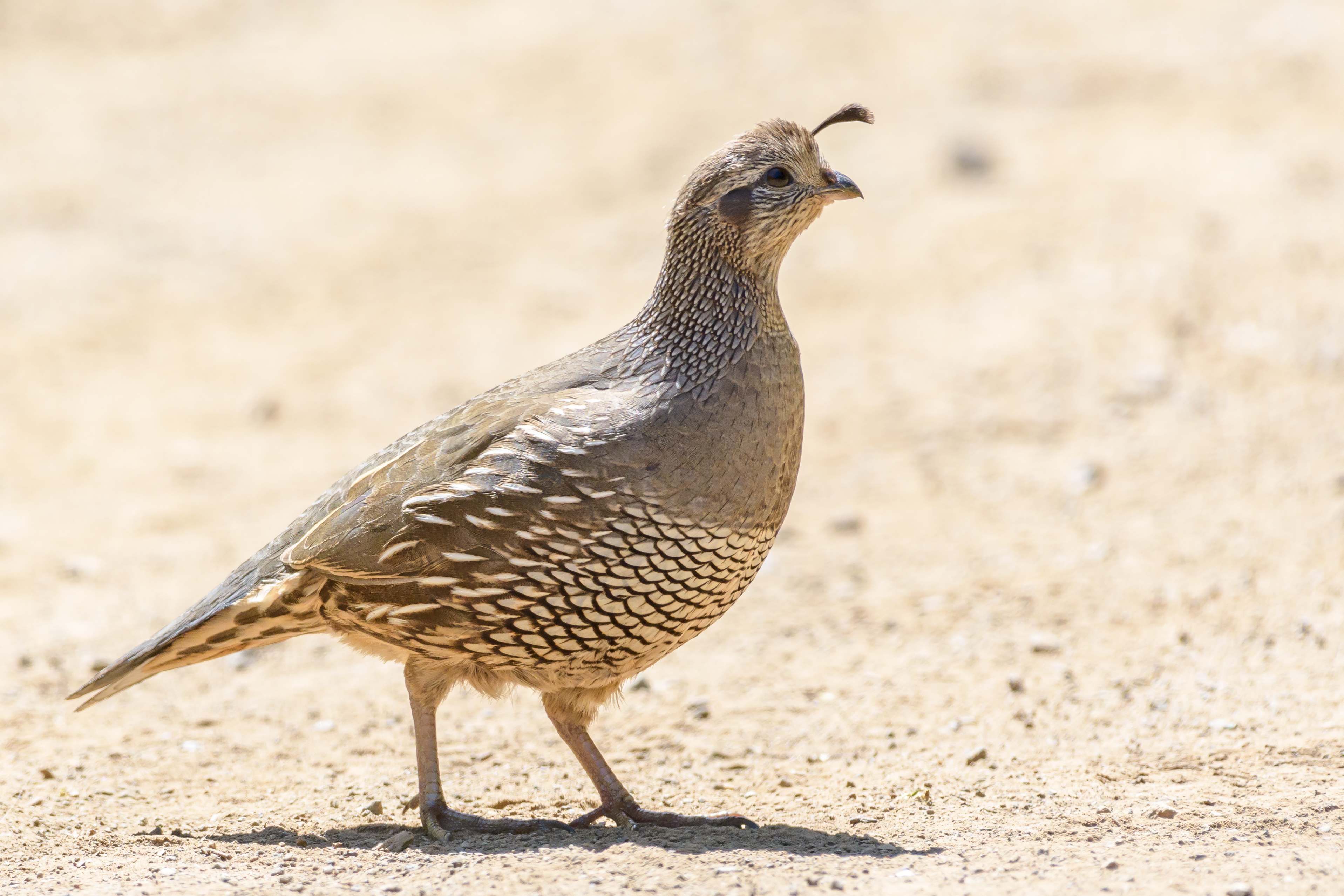
Una femmina
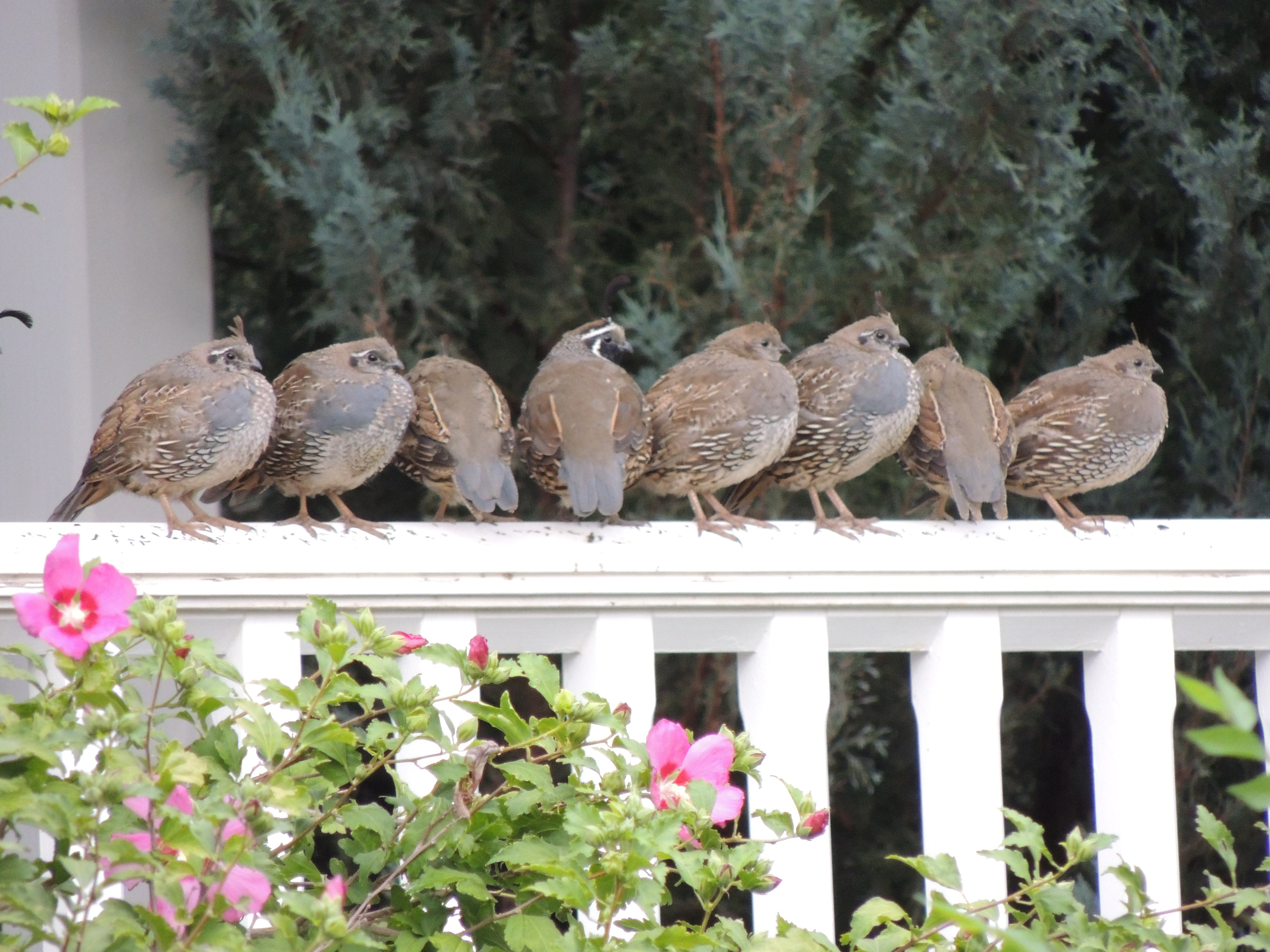
Una famiglia (giovani e adulti) su una ringhiera